# WTA-toernooi van Johannesburg
Het WTA-toernooi van Johannesburg was een tennistoernooi voor vrouwen dat van 1931 tot en met 1984 plaatsvond in de Zuid-Afrikaanse stad Johannesburg. De officiële naam van het toernooi was South African Open. Er werd gespeeld op hardcourtbanen in het Ellis Park.
De South African Championships, die al sinds 1891 in Zuid-Afrika werden gehouden, bestonden uit een mannen- en een vrouwentoernooi, en er werd soms ook gemengd dubbelspel bedreven. Plaats van handeling was eerst Port Elizabeth, daarna een circuit van zeven steden, en sinds 1931 Johannesburg. In 1969 werd het South African Open.
In 1981 werd het vrouwentoernooi voor het laatst onder de naam South African Open gespeeld; vanaf 1982 staat alleen het mannentoernooi onder die naam bekend. De vrouwen speelden daarna nog één keer (in 1984) in Johannesburg onder auspiciën van de WTA, in het kader van het Virginia Slims-circuit, onder de naam Triumph International. In 1986, 1987 en 1990 werd er een ITF-toernooi georganiseerd.

## Meervoudig winnaressen enkelspel
| speelster              | aantal titels | in de jaren                  | spanne (jaren) |
| ---------------------- | ------------- | ---------------------------- | -------------- |
| Amy Wilson-Kirby       | 6             | 1904–1907, 1910, 1912        | 8              |
| Bobbie Heine           | 5             | 1928, 1931, 1932, 1936, 1937 | 9              |
| Mabel Grant            | 4             | 1891–1894                    | 3              |
| Billie Tapscott        | 4             | 1930, 1933, 1934, 1938       | 8              |
| Norah Hickman          | 3             | 1897–1899                    | 2              |
| May Phillips-McJannett | 3             | 1922, 1927, 1929             | 7              |
| Irene Bowder-Peacock   | 3             | 1924–1926                    | 2              |
| Sheila Piercey         | 3             | 1948, 1949, 1951             | 3              |
| Hazel Redick-Smith     | 3             | 1953–1955                    | 2              |
| Billie Jean King       | 3             | 1966, 1967, 1969             | 3              |
| Margaret Court         | 3             | 1968, 1970, 1971             | 3              |
| Brigitte Cuypers       | 3             | 1976, 1978, 1979             | 3              |
| Mrs G. Washington      | 2             | 1909, 1911                   | 2              |
| Olive Mathias          | 2             | 1914, 1920                   | 6              |
| Olive Craze            | 2             | 1939, 1940                   | 1              |
| Mary van Zijl-Muller   | 2             | 1946, 1947                   | 1              |
| Heather Nicholls       | 2             | 1957, 1962                   | 5              |
| Bernice Carr           | 2             | 1958, 1960                   | 2              |
| Sandra Reynolds        | 2             | 1959, 1961                   | 2              |
| Annette van Zyl        | 2             | 1963, 1975                   | 12             |
| Chris Evert            | 2             | 1973, 1984                   | 11             |

## Enkel- en dubbelspeltitel in één jaar
| speelster        | in het jaar |
| ---------------- | ----------- |
| Margaret Court   | 1971        |
| Evonne Goolagong | 1972        |
| Kerry Melville   | 1974        |
| Delina Boshoff   | 1977        |

## Finales

### Enkelspel

#### 1891 – 1965
| jaar      | winnares                                  | verliezend finaliste                      | score                                     |
| --------- | ----------------------------------------- | ----------------------------------------- | ----------------------------------------- |
| 1891      | Mabel Grant                               | Miss Blackburn                            | 6-2, 6-0                                  |
| 1892      | Mabel Grant                               | Mrs McLagan                               |                                           |
| 1893      | Mabel Grant                               | Mrs McLagan                               | 6-1, 6-0                                  |
| 1894      | Mabel Grant                               | Beatrice Grant                            | 6-1, 6-0                                  |
| 1895      | R. Biddulph                               | Miss Fry                                  | 6-1, 6-4                                  |
| 1896      | Mrs H. Green                              | L. Biddulph                               |                                           |
| 1897      | Norah Hickman                             | Mrs H. Green                              | 7-9, 12-10, 6-2                           |
| 1898      | Norah Hickman                             | L. Biddulph                               |                                           |
| 1899      | Norah Hickman                             | Mrs H. Green                              | 6-8, 6-2, 6-3                             |
| 1900–1902 | geen toernooi, wegens Tweede Boerenoorlog | geen toernooi, wegens Tweede Boerenoorlog | geen toernooi, wegens Tweede Boerenoorlog |
| 1903      | F. Kuys                                   | Mrs Mackay                                | 6-0, 6-2                                  |
| 1904      | Amy Wilson-Kirby                          | Mabel Grant-Neville                       | 6-4, 5-7, 6-4                             |
| 1905      | Amy Wilson-Kirby                          | Mrs S.B. Syfret                           | 6-2, 6-0                                  |
| 1906      | Amy Wilson-Kirby                          | Mrs Greatwood                             | 7-5, 6-2                                  |
| 1907      | Amy Wilson-Kirby                          | Norah Hickman-Miller                      | 6-1, 4-6, 6-2                             |
| 1908      | B. Kelly                                  | Mrs Gillmore                              | 6-2, 6-1 (of 6-3, 6-2)                    |
| 1909      | Mrs G. Washington                         | Miss Edwards                              | 6-2, 7-9, 6-4                             |
| 1910      | Amy Wilson-Kirby                          | Mrs John Reid                             | 6-1, 6-2                                  |
| 1911      | Mrs G. Washington                         | M. Kelly                                  | 6-0, 6-1                                  |
| 1912      | Amy Wilson-Kirby                          | Olive Mathias                             | 6-2, 6-0                                  |
| 1913      | Mildred Coles                             | M. Kelly                                  | 6-3, 9-7                                  |
| 1914      | Olive Mathias                             | Amy Wilson-Kirby                          | 3-6, 6-2, 6-2                             |
| 1915–1919 | geen toernooi, wegens Eerste Wereldoorlog | geen toernooi, wegens Eerste Wereldoorlog | geen toernooi, wegens Eerste Wereldoorlog |
| 1920      | Olive Mathias-Winslow                     | May Phillips                              | 6-3, 7-5                                  |
| 1921      | N. Edwards                                | Mrs W.F. de Plessis                       | 6-1, 6-2                                  |
| 1922      | May Phillips-McJannett                    | J. Parker                                 | 6-2, 6-2                                  |
| 1923      | Millicent Fraser Watson-Pitt              | Mrs D.R. Moor                             | 6-4, 6-3                                  |
| 1924      | Irene Bowder-Peacock                      | Mrs L. McArthur                           | 7-5, 6-4                                  |
| 1925      | Irene Bowder-Peacock                      | Mrs L. McArthur                           | 5-7, 6-1, 6-1                             |
| 1926      | Irene Bowder-Peacock                      | Audrey de Smidt                           | 6-2, 6-1                                  |
| 1927      | May Phillips-McJannett                    | Vera Everett                              | 12-10, 6-4                                |
| 1928      | Bobbie Heine                              | Billie Tapscott                           | 8-6, 6-3                                  |
| 1929      | May Phillips-McJannett                    | Winifred Miller                           | 7-5, 6-2                                  |
| 1930      | Billie Tapscott                           | Vera Everett                              | 7-5, 6-2                                  |
| 1931      | Bobbie Heine                              | Winifred Miller                           | 6-3, 6-3                                  |
| 1932      | Bobbie Heine-Miller                       | Winifred Miller-Lowe                      | 6-0, 6-3                                  |
| 1933      | Billie Tapscott-Robbins                   | Winifred Miller-Lowe                      | 6-4, 3-6, 6-1                             |
| 1934      | Billie Tapscott-Robbins                   | Winifred Miller-Lowe                      | 6-0, 6-3                                  |
| 1935      | Audrey de Smidt-Allister                  | Billie Tapscott-Robbins                   | 6-4, 6-3                                  |
| 1936      | Bobbie Heine-Miller                       | Vera Everett                              | 6-2, 4-6, 6-4                             |
| 1937      | Bobbie Heine-Miller                       | Alida Neave                               | 6-4, 4-6, 6-0                             |
| 1938      | Billie Tapscott-Robbins                   | Olive Craze                               | 6-4, 6-4                                  |
| 1939      | Olive Craze                               | Sheila Piercey                            | 4-6, 6-3, 6-4                             |
| 1940      | Olive Craze                               | Sheila Piercey                            | 4-6, 6-4, 6-4                             |
| 1941–1945 | geen toernooi, wegens Tweede Wereldoorlog | geen toernooi, wegens Tweede Wereldoorlog | geen toernooi, wegens Tweede Wereldoorlog |
| 1946      | Mary van Zijl-Muller                      | Olive Craze-Plessis                       | 6-4, 6-4                                  |
| 1947      | Mary van Zijl-Muller                      | Sheila Piercey-Summers                    | 6-2, 6-8, 6-2                             |
| 1948      | Sheila Piercey-Summers                    | Kay Stammers-Menzies                      | 6-1, 6-4                                  |
| 1949      | Sheila Piercey-Summers                    | Thelma Coyne-Long                         | 6-1, 6-1                                  |
| 1950      | Shirley Fry                               | Doris Hart                                | 4-6, 7-5, 6-3                             |
| 1951      | Sheila Piercey-Summers                    | Hazel Redick-Smith                        | 8-6, 2-6, 7-5                             |
| 1952      | Doris Hart                                | Julia Tamsen-Wipplinger                   | 6-1, 7-5                                  |
| 1953      | Hazel Redick-Smith                        | Julia Tamsen-Wipplinger                   | 6-2, 6-2                                  |
| 1954      | Hazel Redick-Smith                        | Gwendy Love                               | 4-6, 6-3, 6-2                             |
| 1955      | Hazel Redick-Smith                        | Lucille van der Westhuizen                | 6-4, 6-3                                  |
| 1956      | Dora Kilian                               | Gwendy Love                               | 4-6, 7-5, 6-4                             |
| 1957      | Heather Nicholls-Brewer                   | Gwendy Love                               | 8-10, 6-2, 6-3                            |
| 1958      | Bernice Carr                              | Heather Nicholls-Segal                    | 3-6, 7-5, 6-4                             |
| 1959      | Sandra Reynolds                           | Bernice Carr-Vukovich                     | 6-0, 8-6                                  |
| 1960      | Bernice Carr-Vukovich                     | Sandra Reynolds                           | 6-1, 2-6, 12-10                           |
| 1961      | Sandra Reynolds                           | Lynette Hutchings                         | 6-4, 7-5                                  |
| 1962      | Heather Nicholls-Segal                    | Jean Forbes                               | 6-1, 7-5                                  |
| 1963      | Annette van Zyl                           | Margaret Hunt                             | 6-4, 2-6, 6-3                             |
| 1964      | Darlene Hard                              | Ann Haydon-Jones                          | 6-3, 7-5                                  |
| 1965      | Christine Truman                          | Annette van Zyl                           | 6-2, 6-3                                  |

#### 1966 – 1984
| Datum      | Naam                             | ($)           | Ondergrond        | Winnares         | Verliezend finaliste | Uitslag       |
| ---------- | -------------------------------- | ------------- | ----------------- | ---------------- | -------------------- | ------------- |
| 1966-03-28 | South African Championships      |               | hardcourt, buiten | Billie Jean King | Margaret Smith       | 6-3, 6-2      |
| 1967-03-13 | South African Championships      |               | hardcourt, buiten | Billie Jean King | Maria Bueno          | 7-5, 5-7, 6-2 |
| 1968-04-01 | South African Championships      |               | hardcourt, buiten | Margaret Court   | Virginia Wade        | 6-4, 6-4      |
| 1969-04-01 | South African Open               |               | hardcourt, buiten | Billie Jean King | Nancy Richey         | 6-3, 6-4      |
| 1970-03-22 | South African Breweries Open     | 45.000        | hardcourt, buiten | Margaret Court   | Billie Jean King     | 6-4, 1-6, 6-3 |
| 1971-04-05 | South African Open               |               | hardcourt, buiten | Margaret Court   | Evonne Goolagong     | 6-3, 6-1      |
| 1972-03-27 | South African Breweries Open     | 15.000        | hardcourt, buiten | Evonne Goolagong | Virginia Wade        | 4-6, 6-3, 6-0 |
| 1973-11-20 | South African Open               |               | hardcourt, buiten | Chris Evert      | Evonne Goolagong     | 6-3, 6-3      |
| 1974-11-14 | South African Open               |               | hardcourt, buiten | Kerry Melville   | Dianne Fromholtz     | 6-3, 7-5      |
| 1975-11-26 | South African Open Championships |               | hardcourt, buiten | Annette du Plooy | Brigitte Cuypers     | 6-3, 3-6, 6-4 |
| 1976-11-22 | South African Open               | 35.000        | hardcourt, buiten | Brigitte Cuypers | Laura duPont         | 6-7, 6-4, 6-1 |
| 1977-11-28 | South African Breweries Open     | 35.000        | hardcourt, buiten | Delina Boshoff   | Brigitte Cuypers     | 6-4, 6-1      |
| 1978-11-27 | South African Open               |               | hardcourt, buiten | Brigitte Cuypers | Linda Siegel         | 6-1, 6-0      |
| 1979-11-26 | South African Open               | 175.000       | hardcourt, buiten | Brigitte Cuypers | Tanya Harford        | 7-6, 6-2      |
| 1980-11-24 | South African Open               |               | hardcourt, buiten | Lesley Charles   | Rene Uys             | 7-5, 6-4      |
| 1981-11-23 | South African Open               |               | hardcourt, buiten | Kathleen Horvath | Kathy Rinaldi        | 7-6, 6-4      |
| 1982–1983  | geen toernooi                    | geen toernooi | geen toernooi     | geen toernooi    | geen toernooi        | geen toernooi |
| 1984-04-30 | Triumph International            | 150.000       | hardcourt, binnen | Chris Evert      | Andrea Jaeger        | 6-3, 6-0      |

### Dubbelspel
| Datum      | Naam                             | ($)           | Ondergrond        | Winnaressen                      | Verliezend finalistes            | Uitslag       |               |
| ---------- | -------------------------------- | ------------- | ----------------- | -------------------------------- | -------------------------------- | ------------- | ------------- |
| 1966-03-28 | South African Championships      |               | hardcourt, buiten | Margaret Smith Annette van Zyl   | Carole Graebner Billie Jean King | 6-4, 6-4      |               |
| 1968-04-01 | South African Championships      |               | hardcourt, buiten | Annette van Zyl Patricia Walkden | Margaret Court Virginia Wade     | 0-6, 6-4, 7-5 |               |
| 1969-04-01 | South African Open               |               | hardcourt, buiten | Françoise Dürr Ann Haydon-Jones  | Nancy Richey Virginia Wade       | 6-2, 3-6, 6-4 |               |
| 1970-03-22 | South African Breweries Open     | 45.000        | hardcourt, buiten | Rosie Casals Billie Jean King    | Karen Krantzcke Kerry Melville   | 6-2, 6-2      |               |
| 1971-04-05 | South African Open               |               | hardcourt, buiten | Margaret Court Evonne Goolagong  | Brenda Kirk Laura Rossouw        | 6-3, 6-2      |               |
| 1972-03-27 | South African Breweries Open     | 15.000        | hardcourt, buiten | Evonne Goolagong Helen Gourlay   | Winnie Shaw Joyce Williams       | 6-4, 6-4      |               |
| 1973-11-20 | South African Open               |               | hardcourt, buiten | Delina Boshoff Ilana Kloss       | Chris Evert Virginia Wade        | 7-6, 2-6, 6-1 |               |
| 1974-11-14 | South African Open               |               | hardcourt, buiten | Ilana Kloss Kerry Melville       | Margaret Court Dianne Fromholtz  | 6-3, 7-5      |               |
| 1975-11-26 | South African Open Championships |               | hardcourt, buiten | Delina Boshoff Ilana Kloss       | Laura duPont Sharon Walsh        | 4-6, 6-3, 6-3 |               |
| 1976-11-22 | South African Open               | 35.000        | hardcourt, buiten | Laura duPont Valerie Ziegenfuss  | Yvonne Vermaak Elizabeth Vlotman | 6-1, 6-4      |               |
| 1977-11-28 | South African Breweries Open     | 35.000        | hardcourt, buiten | Delina Boshoff Ilana Kloss       | Brigitte Cuypers Marise Kruger   | 5-7, 6-3, 6-3 |               |
| 1979-11-26 | South African Open               | 175.000       | hardcourt, buiten | Lesley Charles Tanya Harford     | Françoise Dürr Marise Kruger     | 6-1, 6-3      |               |
| 1980-11-24 | South African Open               |               | hardcourt, buiten | Susan Rollinson Jennifer Mundel  | Elizabeth Gordon Lise Gregory    | 6-3, 6-2      |               |
| 1981-11-23 | South African Open               |               | hardcourt, buiten | Beverly Mould Rene Uys           | Ilana Kloss Yvonne Vermaak       | 6-4, 1-6, 6-3 |               |
| 1982–1983  | geen toernooi                    | geen toernooi | geen toernooi     | geen toernooi                    | geen toernooi                    | geen toernooi | geen toernooi |
| 1984-04-30 | Triumph International            | 150.000       | hardcourt, binnen | Rosalyn Fairbank Beverly Mould   | Sandy Collins Andrea Leand       | 6-1, 6-2      |               |

ITF-toernooien (mannen en vrouwen)

ATP-toernooien (mannen) – ATP-seizoen 2025

WTA-toernooien (vrouwen) – WTA-seizoen 2025

Voormalige toernooien mannen
Voormalige toernooien vrouwen
Voormalige amateurtoernooien